# Fritillaria gussichiae
Fritillaria gussichiae är en liljeväxtart som först beskrevs av Árpád von Degen och Ignaz Dörfler, och fick sitt nu gällande namn av Edward Martyn Rix. Fritillaria gussichiae ingår i Klockliljesläktet och i familjen liljeväxter. IUCN kategoriserar arten globalt som otillräckligt studerad. Inga underarter finns listade.